# A Village Romeo and Juliet
A Village Romeo and Juliet (Un Romeo y Julieta de aldea) es una ópera de Frederick Delius, la cuarta de las seis que compuso. El primer borrador del libreto fue elaborado por C.F. Keary, autor del texto para la anterior ópera de Delius, Koanga. Delius no quedó satisfecho, y en compañía de su mujer Jelka, reescribió el texto en alemán, con la correspondiente traducción al inglés.
Está basada en la narración breve Romeo und Julia auf dem Dorfe del escritor suizo Gottfried Keller. El estreno tuvo lugar a la Komische Oper de Berlín, el 21 de febrero de 1907 bajo la dirección de Fritz Cassirer. Sir Thomas Beecham presentó la ópera en la Royal Opera House en febrero de 1910. El estreno en los Estados Unidos tuvo lugar el 26 de abril de 1972 en Washington D. C.. A pesar de que la primera versión fue la alemana, la ópera ha sido representada habitualmente en inglés, probablemente debido a su mayor difusión en los países anglosajones.

## Análisis
La ópera narra el amor imposible entre dos jóvenes, Sale y Vrenchen que, como en el caso de los clásicos Romeo y Julieta, está provocado por el enfrentamiento entre sus respectivos padres, dos bárbaros campesinos que acaban en la ruina y caen en la desdicha debido a una absurda discusión. La figura simbólica del Violinista Tenebroso, un tipo de vagabundo situado al margen de los convencionalismos sociales, actúa por un lado como argumento de la libertad espiritual y por otra como imagen de la muerte, apareciendo siempre en los momentos decisivos para la pareja. En cierto sentido, A village... es deudora del Tristán e Isolda de Wagner: el tema principal de la ópera es la atracción de la muerte, lo que en Schopenhauer sería la «renuncia a la voluntad de vivir». Finalmente la acción concluye en un Liebestod de los dos amantes, hundiéndose unidos, lentamente, en el río.
La música de Delius ha disfrutado de grandes defensores y de acérrimos detractores. Entre los primeros hace falta destacar la figura del director británico Thomas Beecham, que llegó a decir de Delius que era «el más grande compositor después de Wagner». En general, la música de Delius, debido a su carácter personal y difícil de adscribir a ninguna corriente establecida, ha generado todo tipo de reacciones, desde el desprecio, a la estupefacción o la alabanza. No han faltado todo tipo de afirmaciones y calificaciones hacia su música: «autoindulgente», «exuberante en emociones», «llena de nostalgia» o «improvisación narcisista». A Village Romeo and Juliet, a pesar de ser considerada generalmente como la mejor ópera de Delius, no ha podido mantenerse al margen de la controversia. Principalmente ha sido criticada por su debilidad dramática. Como en el caso de Pelléas et Mélisande de Debussy, hay un evidente estatismo en la acción y los personajes parecen actuar como sombras, sin que se evidencie el verdadero origen de sus decisiones. Aun así, se aprecia un incremento de la tensión dramática a medida que la acción avanza, pero se tiene la sensación de que la decisión del suicidio de los amantes llega por conflictos no bastante definidos. La aparición de los jóvenes amantes como niños en la primera escena, y como torturados adultos en las siguientes, es una dificultad dramática añadida. A pesar de que la ópera ha sido representada en raras ocasiones, el interludio orquestal entre las escenas 5 y 6, "The Walk to the Paradise Garden" (El Paseo al Jardín del Paraíso), es una conocida pieza de concierto y ha sido grabado en muchas ocasiones. «Introducida de manera mágica [...] representa, en su arrebato y angustia, el verdadero espíritu del amor romántico».

## Sinopsis
La ópera tiene seis escenas. Al comienzos de la obra, Sali, hijo del granjero Manz, y Vrenchen, hija del granjero Marti, son niños. Juegan juntos una mañana de septiembre en una parcela de tierra. El Violinista Tenebroso es el auténtico propietario de la disputada tierra, pero cómo es hijo ilegítimo y, por lo tanto, no dispone de derechos legales, no puede ejercer ningún control sobre esta. Se aparece a los niños y les dice que la tierra no tiene que ser labrada. Manz y Marti se disputan la propiedad de la tierra y, a raíz de la pelea, ponen fin a la relación entre sus respectivos hijos.
Seis años después, Sale y Vrenchen planean un encuentro. Desde su niñez, un pleito sobre la tierra ha arruinado a Manz y Marti. Sale persuade a Vrenchen para verse en la parcela. El Violinista Tenebroso aparece de nuevo y les invita a quedar. También les dice que pueden volver a encontrarse de nuevo allí. Marti ve a los dos enamorados y pretende llevarse a Vrenchen. Intentando detener a Marti, Sale lo hiere gravemente. Como resultado, Marti pierde la razón y tiene que ser confinado en un asilo. Sale vuelve a visitar a Vreli en su casa, que se encuentra en venta. Ambos se declaran su amor y deciden vivir juntos.
En la feria del pueblo, Sale y Vreli compran unos anillos. Sale menciona una posada, denominada "El Jardín del Paraíso", donde pueden bailar toda la noche, y deciden ir. El Violinista Tenebroso y algunos vagabundos se encuentran bebiendo. Saluda a los enamorados y les sugiere unirse a él para llevar una vida de bandoleros en las montañas. Pero Sale y Vreli deciden que no quieren este tipo de existencia, y deciden morir juntos, para no renunciar al amor que sienten el uno por el otro. Salen de la posada y encuentran una gabarra; suben y, desatándola del muelle, la sueltan río abajo. Mientras, son observados por el Violinista Tenebroso. Sale retira el tapón del fondo de la barca, y los dos enamorados se hunden con la embarcación.

## Grabaciones
- EMI Classics; René Soames, Vera Terry, Gordon Clinton, Denis Dowling, Frederick Sharp; Royal Philharmonic Chorus; Royal Philharmonic Orchestra; Sir Thomas Beecham, director.
- EMI Classics; Robert Tear, Elizabeth Harwood, John Shirley-Quirk, Benjamin Luxon, Noel Mangin, Corin Manley, Wendy Eathorne; John Alldis Choir; Royal Philharmonic Orchestra; Meredith Davies, director[4][5]
- Argo (Decca); Arthur Davies, Helen Field, Thomas Hampson, Stafford Dean, Barry Mora, Samuel Linay, Pamela Mildenhall, Maria Venuti, Patricia Ann Caya; Arnold Schoneberg Choir; ORF Symphony Orchestra; Sir Charles Mackerras, director.